# Sd.Kfz.
Sd.Kfz. es el acrónimo de Sonderkraftfahrzeug  (‘vehículo para usos especiales’) utilizado para denominar los vehículos militares usados por los alemanes antes y durante la Segunda Guerra Mundial.

## Lista de SdKfz

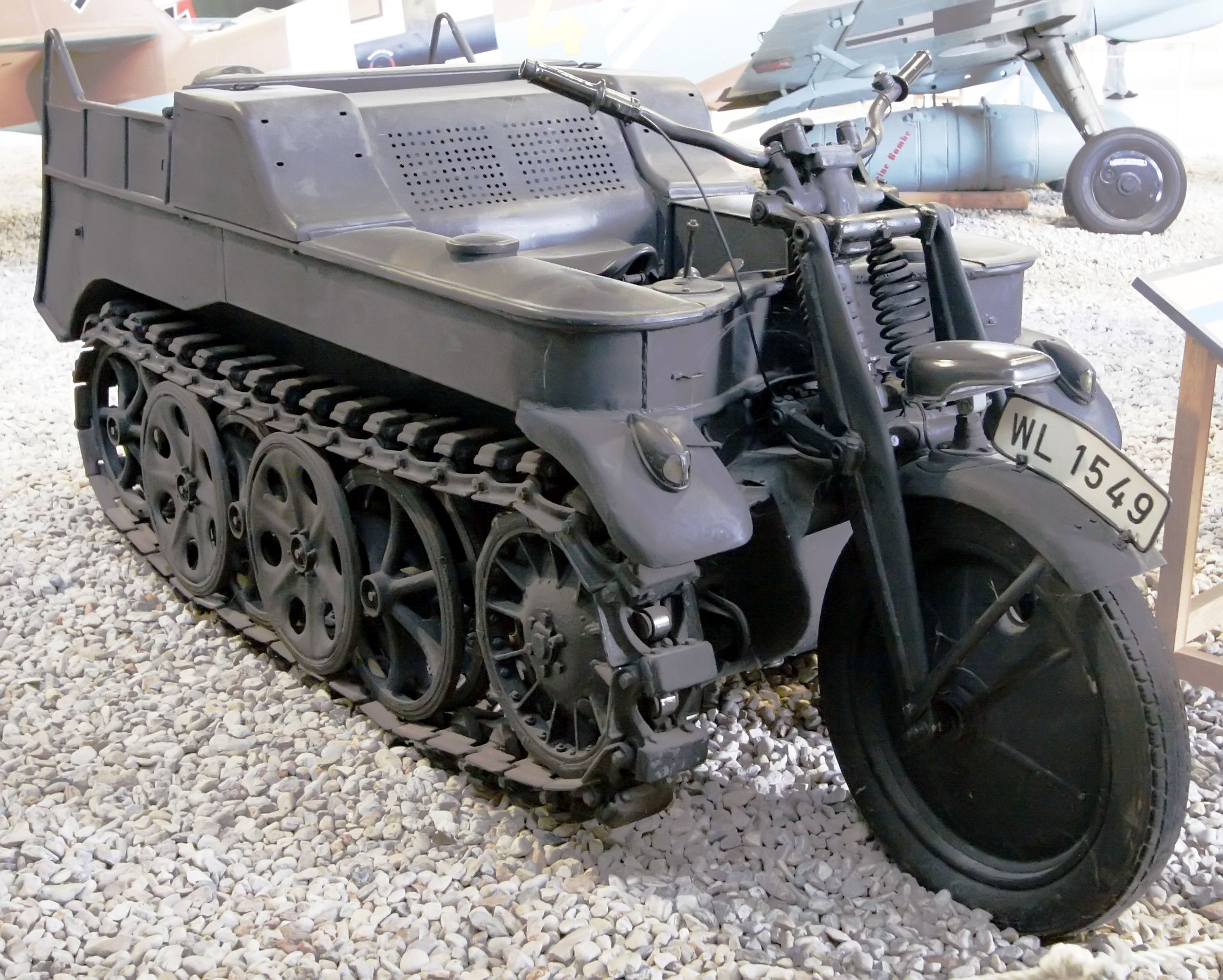
Sdkfz 2

- SdKfz 2, Kettenkrad: moto semioruga.
  - SdKfz 2/1: Variante del SdKfz 2 tendedora de cable.
  - SdKfz 2/2: Variante del SdKfz 2 tendedora de cable con remolque.

- SdKfz 3 Maultier (mulo en alemán). SdKfz 7

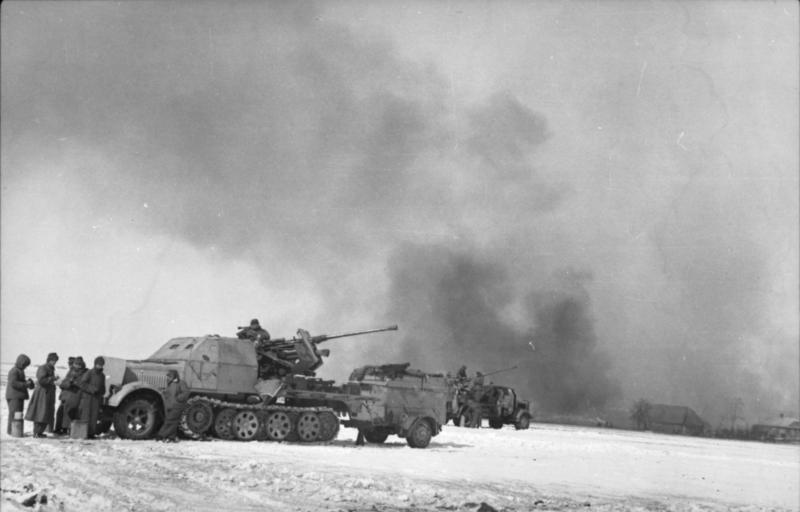
SdKfz 7

  - SdKfz 3a: Maultier basado en camiones Opel de 2 toneladas.
  - SdKfz 3b: Maultier basado en camiones Ford de 2 toneladas.
  - SdKfz 3c: Maultier basado en camiones KHD de 2 toneladas.

- SdKfz 4: Maultier basado en camiones de 4,5 toneladas.
  - SdKfz 4/1: Maultier con lanzacohetes Nebelwerfer 42 de 15 cm.

- SdKfz 6: Semioruga de 5 toneladas para ingenieros. 
  - SdKfz 6/1: Semioruga de 5 toneladas para artillería. Sd.Kfz. 10

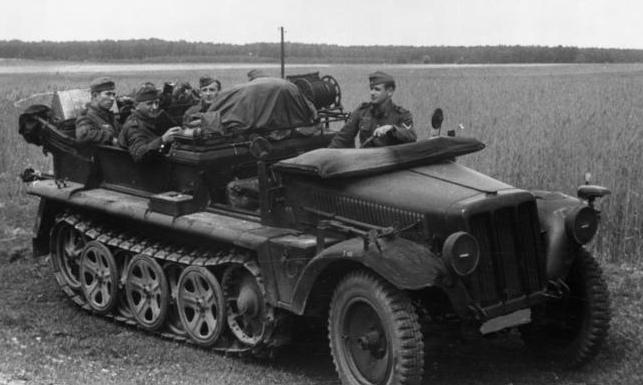
Sd.Kfz. 10

  - SdKfz 6/2: Cañón antiaéreo autopropulsado de 37 mm.
  - SdKfz 6/3: Cañón F22 de 76 mm.

- SdKfz 7: Semioruga de 8 toneladas. 
  - SdKfz 7/1 Cañón antiaéreo autopropulsado de 20 mm. SdKfz 11

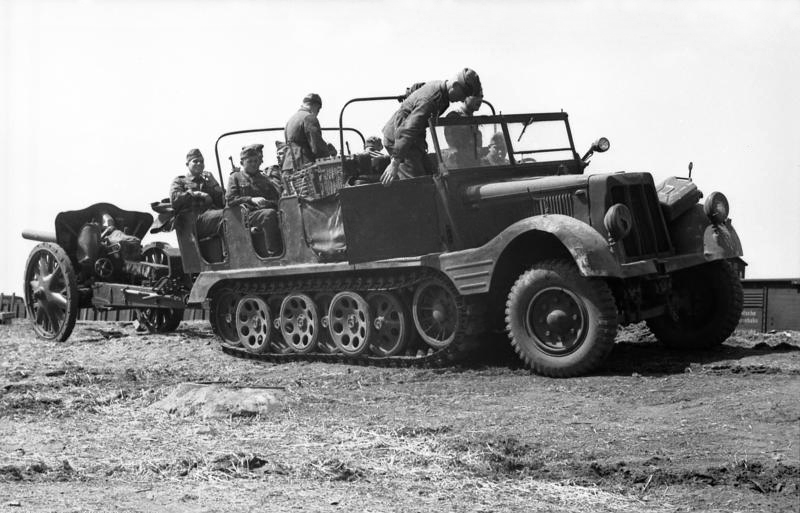
SdKfz 11

  - SdKfz 7/2: Cañón antiaéreo autopropulsado de 37 mm.

- SdKfz 8: Semioruga pesado de 12 toneladas.

- SdKfz 9: Semioruga pesado de 18 toneladas. 
  - SdKfz 9/1: Grúa montada sobre vehículo semioruga de 6 toneladas.
  - SdKfz 9/2: Grúa montada sobre vehículo semioruga de 10 toneladas.

- SdKfz 10: Semioruga ligero de 1 tonelada. 
  - SdKfz 10/1: Vehículo ligero para detección de gas.
  - SdKfz 10/2: Vehículo ligero para descontaminación.
  - SdKfz 10/3: Vehículo ligero rociador para descontaminación.
  - SdKfz 10/4: Cañón antiaéreo autopropulsado de 20 mm Flak 30.
  - SdKfz 10/5: Cañón antiaéreo autopropulsado de 20 mm Flak 38.

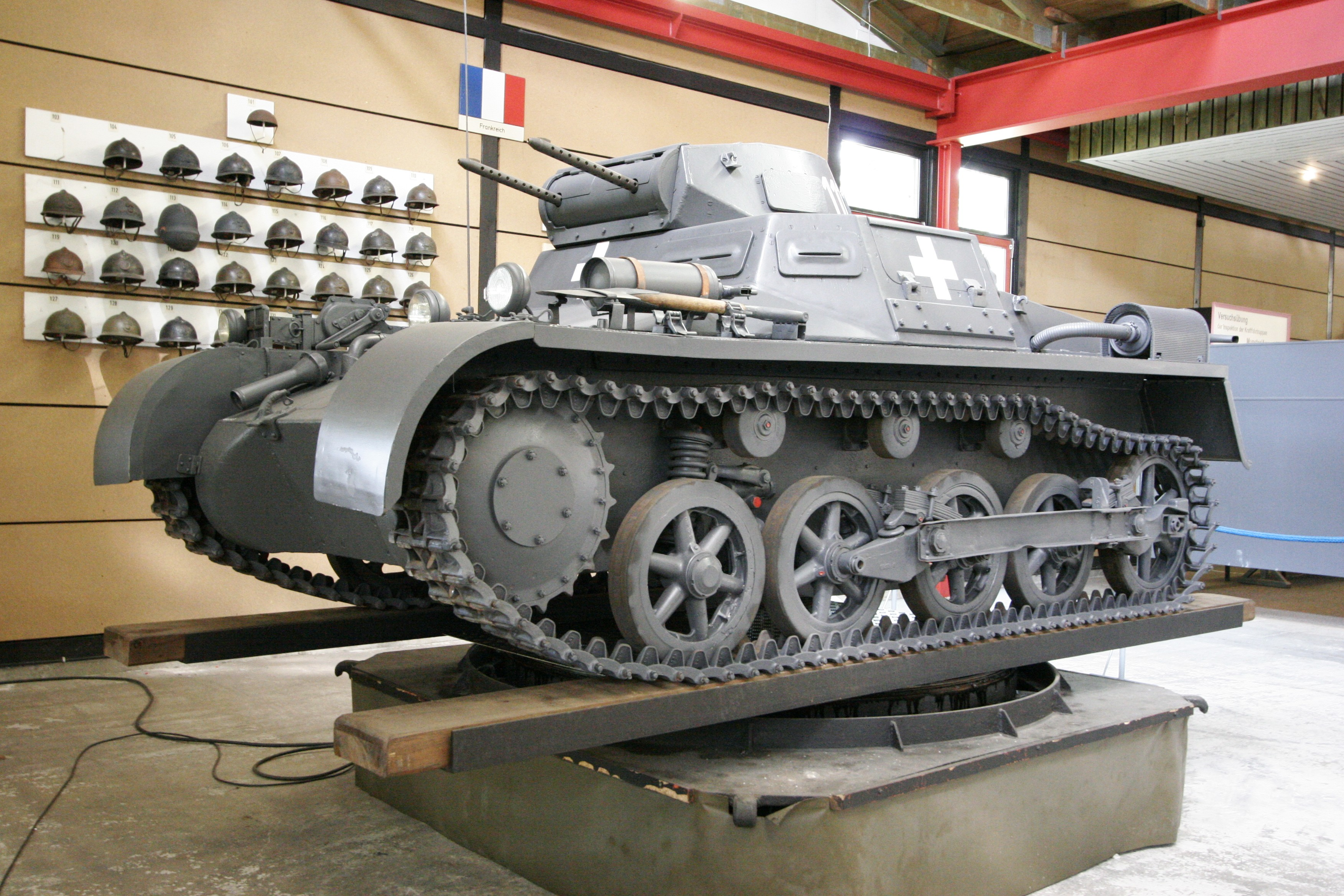
Sdkfz 101 Panzer I

- SdKfz 11: semioruga ligero de 3 toneladas.
  - SdKfz 11/1: Vehículo generador de humo.
  - SdKfz 11/2: Vehículo medio para descontaminación.
  - SdKfz 11/3: Vehículo medio rociador para descontaminación.
  - SdKfz 11/4: Vehículo generador de humo.
  - SdKfz 11/5: Vehículo medio para detección de gas.

- SdKfz 101: Panzer I Ausf. A/B. 
  - SdKfz 111: Panzer I, variante portadora de munición.

- SdKfz 121: Panzer II Ausf. A-F. 
  - SdKfz 122: Panzer II "Flammingo", tanque lanzallamas.
  - SdKfz 123: Panzer II Ausf. L, tanque ligero de reconocimiento.
  - SdKfz 124:Wespe, obús autopropulsado de 105 mm.

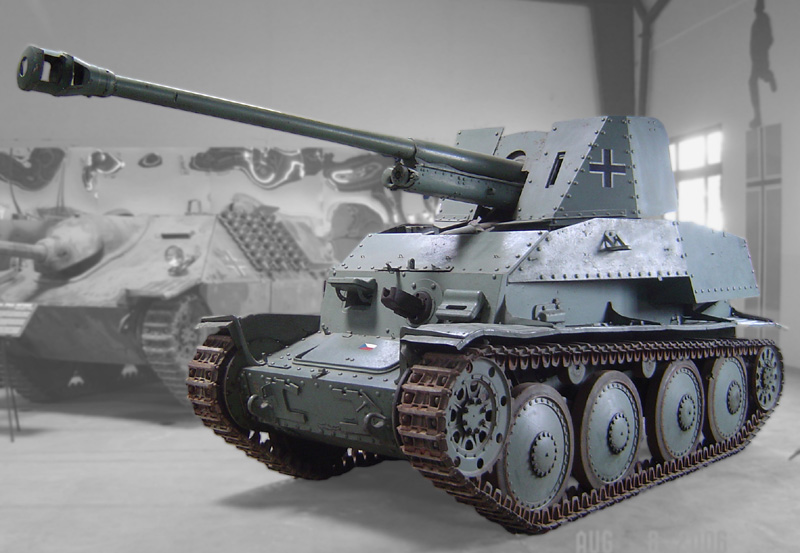
Sdkfz 139 Marder III

- SdKfz 131: Marder II cañón antitanque autopropulsado de 75 mm. 
  - SdKfz 132: (Marder II cañón antitanque autopropulsado de 76.2 mm.
- SdKfz 135 :  tractores de artillería Lorraine Tracteur Blindé capturados. 
  - SdKfz 135/1: obús autopropulsado de 150 mm.

- SdKfz 138: Marder III, cañón antitanque autopropulsado de 75 mm. 
  -  SdKfz 138/1  Grille, cañón autopropulsado de 150 mm.
  - SdKfz 139: Marder III, cañón antitanque autopropulsado de 76,2 mm.
- SdKfz 140: Flakpanzer 38(t) Cañón antiaéreo autopropulsado 20 mm en el chasis de un Panzer 38(t).

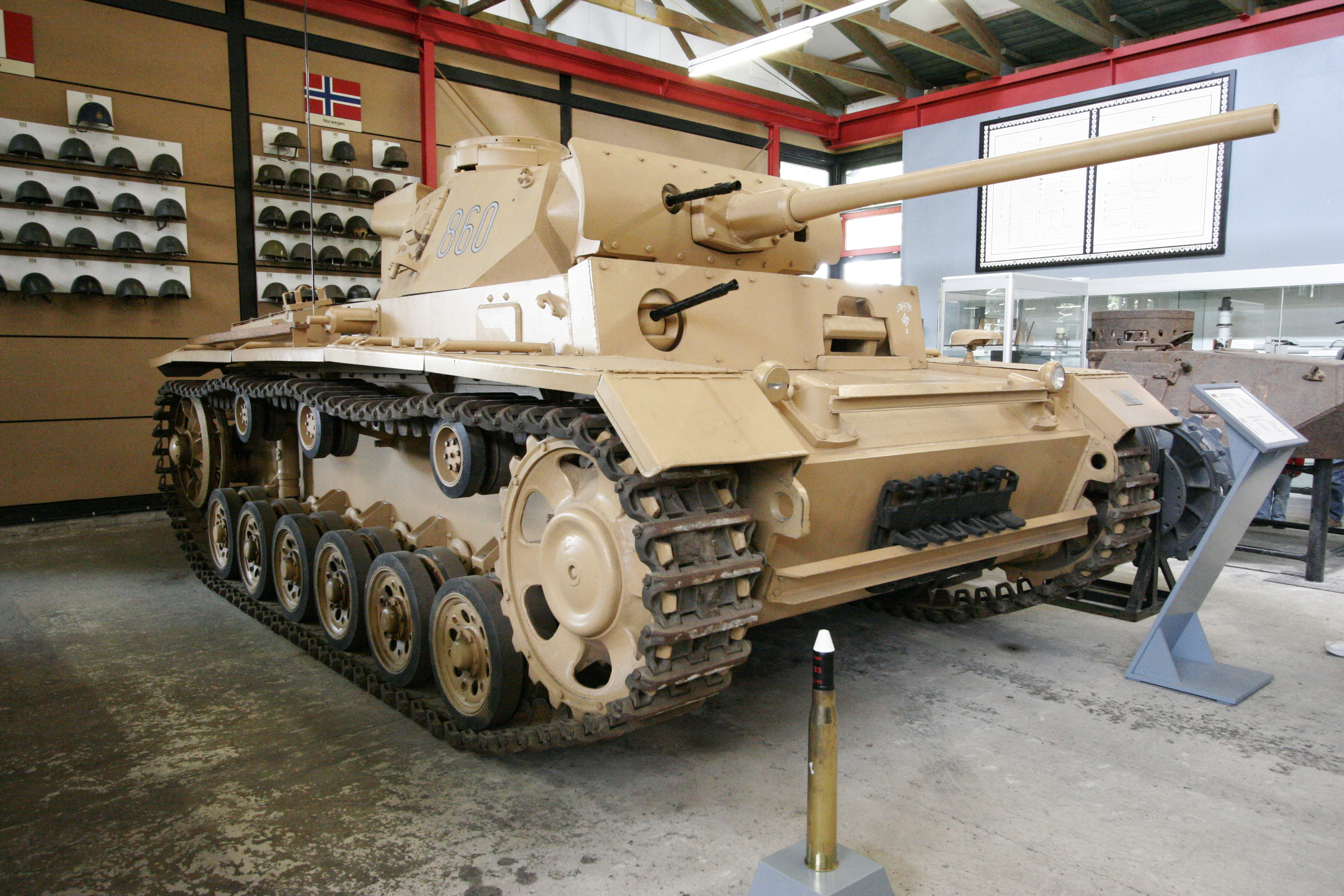
Sdkfz 141 Panzer III

- - SdKfz 140/1: vehículo blindado de reconocimiento basado en el Panzer 38(t).

- SdKfz 141: Panzer III, tanque medio con cañón de 37 mm o de 50 mm L/42. 
  - SdKfz 141/1: Panzer III tanque medio con cañón de 50 mm L/60.
  - SdKfz 141/2: Panzer III tanque medio con cañón 75 mm L/24.

- SdKfz 142: StuG III, cañón de asalto con cañón de 75 mm L/24. 
  - SdKfz 142/1: StuG III, cañón de asalto con cañón de 75 mm L/43 o L/48.
  - SdKfz 142/2 StuH 42, cañón de asalto con cañón de 105 mm L/28.
  - SdKfz 142/3 StuIG 33 B, cañón de asalto con cañón de 150 mm  sIG 33.
- SdKfz 143: Puesto de observación de artillería basado en el Panzer III.

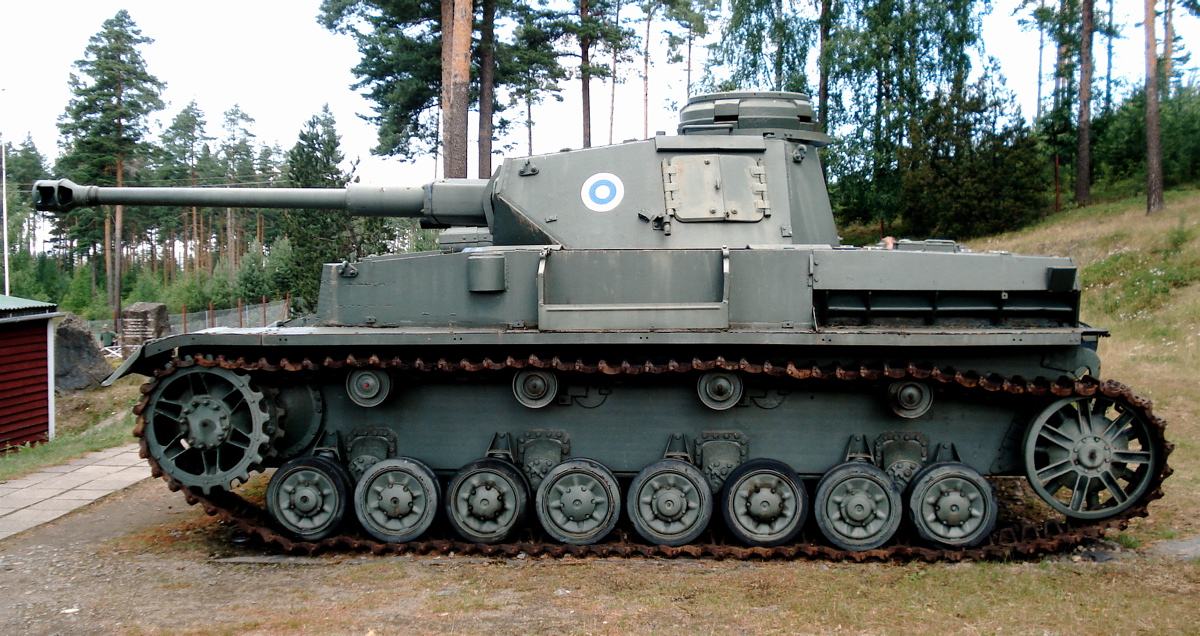
Panzer IV

- SdKfz 161: Panzer IV, tanque medio con cañón de 75 mm L/24.
  - SdKfz 161/1: Panzer IV, tanque medio con cañón de 75 mm L/43.
  - SdKfz 161/2: Panzer IV, tanque medio con cañón de 75 mm L/48.
  - SdKfz 161/3: Möbelwagen antiaéreo autopropulsado con cañón de 37 mm.

- SdKfz 162: Jagdpanzer IV Cazacarros basado en el Panzer IV con cañón de 75 mm L/48). 
  - SdKfz 162/1: Jagdpanzer IV, Cazacarros basado en el Panzer IV con cañón de 75 mm L/70.
- SdKfz 164: Nashorn, cazacarros con cañón de 88 mm L/71.
- SdKfz 165: Hummel, artillería autopropulsada de 150 mm.
- SdKfz 166: Brummbär, cañón autopropulsado de 150 mm.
- SdKfz 167: Stug IV, cañón de asalto con cañón de 75 mm L/48.
- SdKfz 171: Panzer V Panther, tanque medio.
- SdKfz 172: Propuesta de cañón de asalto basado en el Panther.
- SdKfz 173: Jagdpanther, cazacarros.
- SdKfz 179: Variante de recuperación de tanques basada en el Panther.

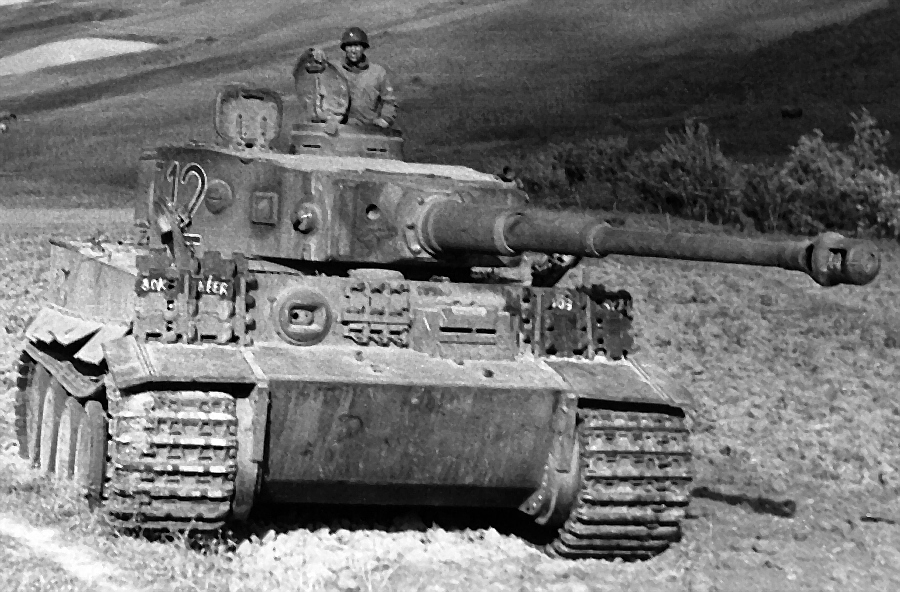
Panzer VI Tiger

- SdKfz 181: Panzer VI Tiger I, tanque pesado.
- SdKfz 182: Panzer VI Königstiger, Tiger II, tanque pesado.
- SdKfz 184: Elefant, cazacarros.
- SdKfz 185: Jagdtiger, cazacarros con cañón de 88 mm L/71.
- SdKfz 186: Jagdtiger, cazacarros con cañón de 128 mm L/55.
- SdKfz 221: Leichter Panzerspähwagen con ametralladora de 7,92 mm.
- SdKfz 222: Leichter Panzerspähwagen con cañón de 20 mm L/55.
- SdKfz 223: Leichter Panzerspähwagen con transmisor de radio.
- SdKfz 231 6-rad: Schwerer Panzerspahwagen (Vehículo de ruedas pesado blindado) (6 ruedas) con cañón 20 mm L/55.
  - SdKfz 231 8-rad: Schwerer Panzerspahwagen (8 ruedas) con cañón 20 mm L/55.

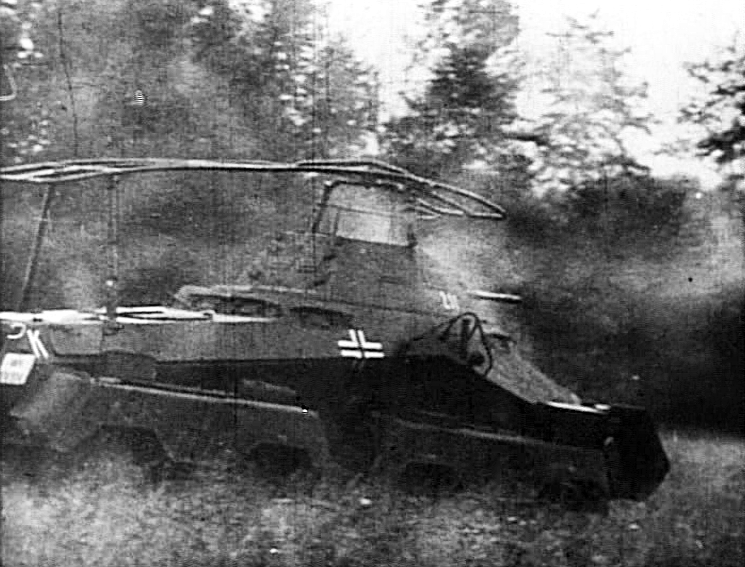
Sdkfz 232

- SdKfz 232 6-rad: Schwerer Panzerspahwagen (6 ruedas) con transmisor de radio. 
  - SdKfz 232 8-rad: Schwerer Panzerspahwagen (8 ruedas) con transmisor de radio.

- SdKfz 233: Schwerer Panzerspahwagen con cañón 50 mm.
- SdKfz 234: Schwerer Panzerspahwagen.
  - SdKfz 234/1: Schwerer Panzerspahwagen con cañón 20 mm L/55.
  - SdKfz 234/2: Schwerer Panzerspahwagen con cañón 50 mm L/60.
  - SdKfz 234/3: Schwerer Panzerspahwagen con cañón 75 mm L/24.
  - SdKfz 234/4: Schwerer Panzerspahwagen con cañón 75 mm L/46.
- SdKfz 247: Vehículo blindado de mando.

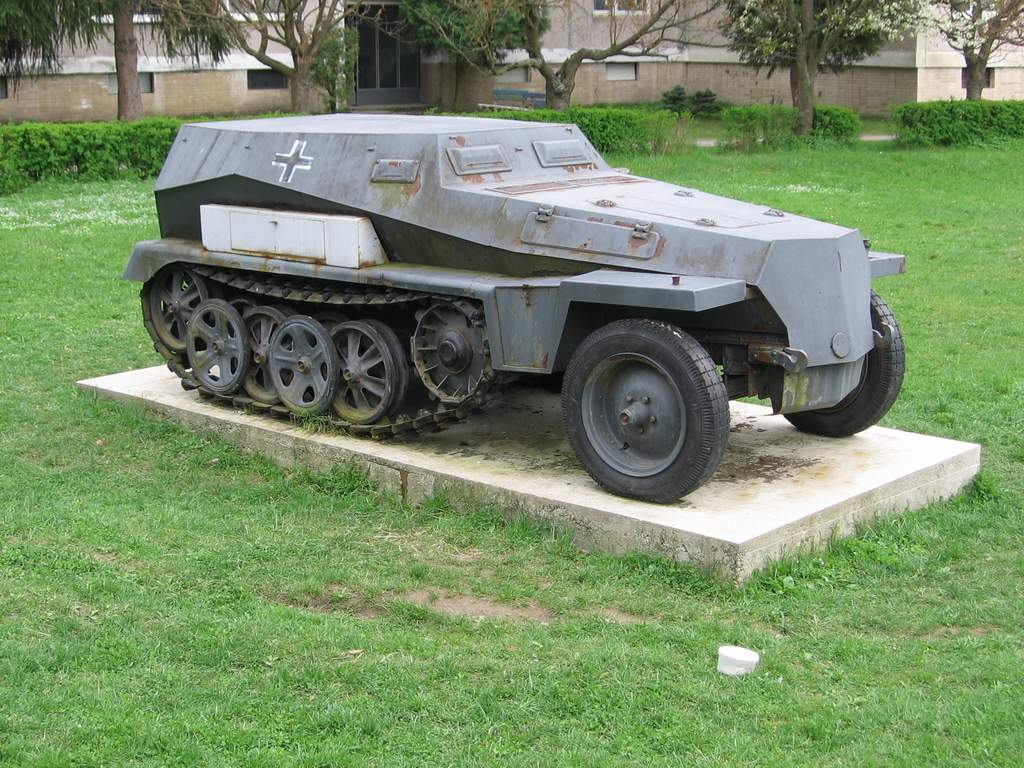
SdKfz 250

- SdKfz 250: Semioruga ligero blindado. 
  - SdKfz 250/1: Semioruga ligero blindado con equipo de comunicaciones.
  - SdKfz 250/2: Semioruga ligero blindado para tender cable.
  - SdKfz 250/3: Semioruga ligero blindado con transmisor de radio.
  - SdKfz 250/4: Semioruga ligero blindado con ametralladoras gemelas antiaéreas.
  - SdKfz 250/5: Semioruga ligero blindado de puesto de observación.
  - SdKfz 250/6: Semioruga ligero blindado, vehículo de reconocimiento.
  - SdKfz 250/7: Semioruga ligero blindado con mortero.
  - SdKfz 250/8: Semioruga ligero blindado con cañón 75 mm L/24.
  - SdKfz 250/9: Semioruga ligero blindado con cañón 20 mm L/55.
  - SdKfz 250/10: Semioruga ligero blindado con cañón antitanque 37 mm.
  - SdKfz 250/11: Semioruga ligero blindado con cañón antitanque 28 mm.
  - SdKfz 250/12: Semioruga ligero blindado para dotaciones de artillería.

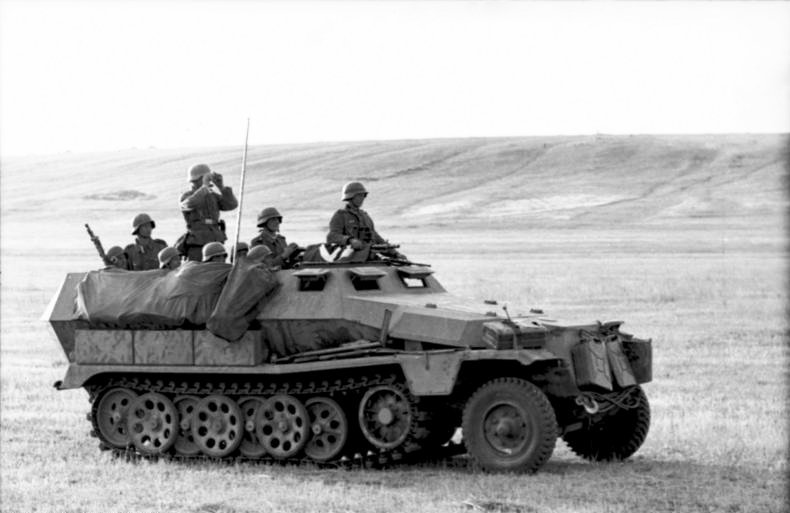
Sdkfz 251

- Sdkfz 251: Semioruga medio blindado. 
  - SdKfz 251/1: Semioruga medio blindado con equipo de trasmisiones.
  - SdKfz 251/2: Semioruga medio blindado con mortero.
  - SdKfz 251/3: Semioruga medio blindado con equipo de trasmisiones.
  - SdKfz 251/4: Semioruga medio blindado, tractor de artillería para cañones de infantería.
  - SdKfz 251/5: Semioruga medio blindado para ingenieros.
  - SdKfz 251/6: Semioruga medio blindado con puesto de mando.
  - SdKfz 251/7: Semioruga medio blindado para ingenieros.
  - SdKfz 251/8: Semioruga medio blindado, ambulancia.
  - SdKfz 251/9: Semioruga medio blindado con cañón 75 mm L/24.
  - SdKfz 251/10: Semioruga medio blindado con cañón antitanque 37 mm.
  - SdKfz 251/11: Semioruga medio blindado con línea de teléfono.
  - SdKfz 251/12: Semioruga medio blindado, observación y cálculo de tiro para artillería.
  - SdKfz 251/13: Semioruga medio blindado, vehículo de escucha.
  - SdKfz 251/14: Semioruga medio blindado, vehículo de escucha.
  - SdKfz 251/15: Semioruga medio blindado, asistencia a la artillería.
  - SdKfz 251/16: Semioruga medio blindado con lanzallamas.
  - SdKfz 251/17: Semioruga medio blindado con cañón 20 mm L/55.
  - SdKfz 251/18: Semioruga medio blindado puesto de observación.
  - SdKfz 251/19: Semioruga medio blindado, central móvil de telefonía.
  - SdKfz 251/20: Semioruga medio blindado, vehículo de observación con visor infrarrojo.
  - SdKfz 251/21: Semioruga medio blindado, con una batería triple de MG151 (de 15 mm o 20 mm).
  - SdKfz 251/22: Semioruga medio blindado con cañón Pak-40 75 mm L/46
  - SdKfz 251/23: Semioruga medio blindado, vehículo de reconocimiento armado con un cañón 20 mm, montado en una torreta similar a la del SdKfz 234/1.
- SdKfz 252: Semioruga ligero, transporte de munición.
- SdKfz 253: Semioruga ligero con puesto de observación.
- SdKfz 254: Camión medio con puesto de observación.
- SdKfz 260: Vehículo ligero blindado con radio.
- SdKfz 261: Vehículo ligero blindado con radio.
- SdKfz 263 6-rad Vehículo pesado blindado de 6 ruedas.Un Sdkfz 303.

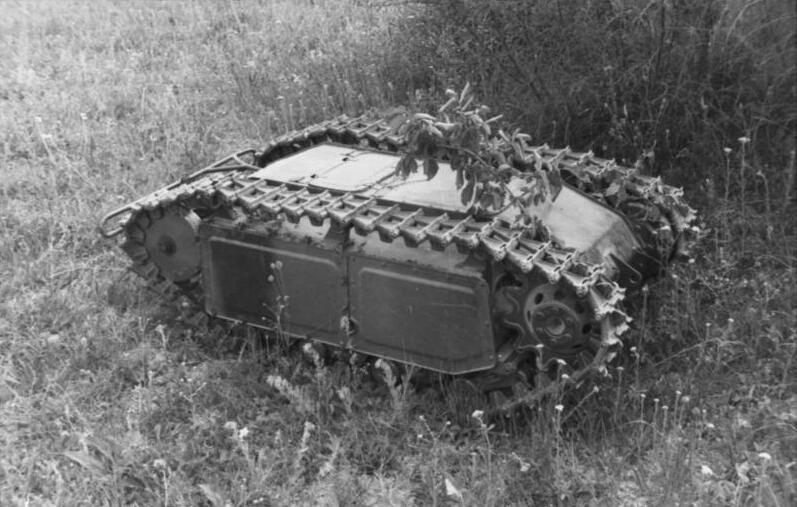
Un Sdkfz 303.

  - SdKfz 263 8-rad: Vehículo pesado blindado de 8 ruedas.
- SdKfz 265: Panzer I de mando.
- SdKfz 266: Panzer III de mando con radio FuG 6 y FuG 2.
- SdKfz 267: Panzer III, Panther, y Tiger I de mando con radio FuG 6 y FuG 8.
- SdKfz 268: Panzer III, Panther, y Tiger I de mando con radio FuG 6 y FuG 7.
- SdKfz 300: Minenräumwagen, destructor de minas teledirigido.
- SdKfz 301: Borgward B IV vehículo pesado de demolición teledirigido.
- SdKfz 302: Goliath vehículo ligero de demolición teledirigido.
- SdKfz 303: Goliath vehículo ligero de demolición teledirigido.
- SdKfz 304: Springer, vehículo medio de demolición teledirigido.

- Datos: Q200943
- Multimedia: Sonderkraftfahrzeuge (Sd.Kfz.) / Q200943